# ムーンスペル
ムーンスペル(Moonspell) は、ポルトガル出身のゴシックメタル・バンド。
2006年リリースの7thアルバム『Memorial』がポルトガル国内のチャートで1位を獲得するなど、着実に地位を築いている。

## メンバー

### 現ラインナップ
- フェルナンド・リベイロ (Fernando Ribeiro (Langsuyar)) – ボーカル (1992– )
- リカルド・アモリン (Ricardo Amorim (Morning Blade)) – ギター (1995– )
- アイレス・パレイラ (Aires Pereira (Ahriman)) – ベース (2004– )
2004年から2007年まではライヴセッションとして参加していた。
- ミゲル・ガスパー (Miguel Gaspar (Mike/Nisroth)) – ドラムス (1992– )
- ペドロ・パイシャン (Pedro Paixão (Passionis/Neophytus)) – キーボード/ギター (1993– )

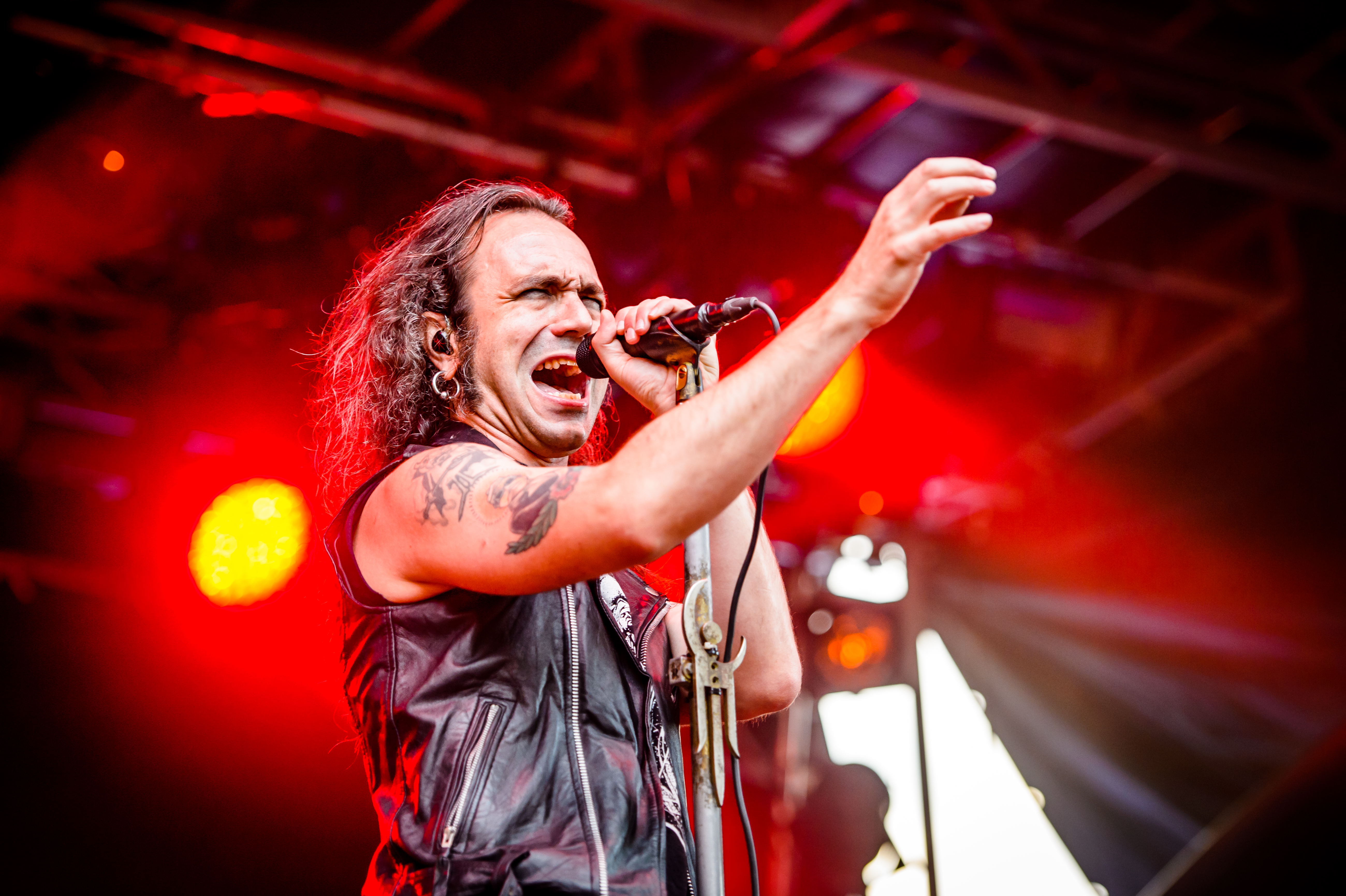
フェルナンド・リベイロ(Vo) 2017年
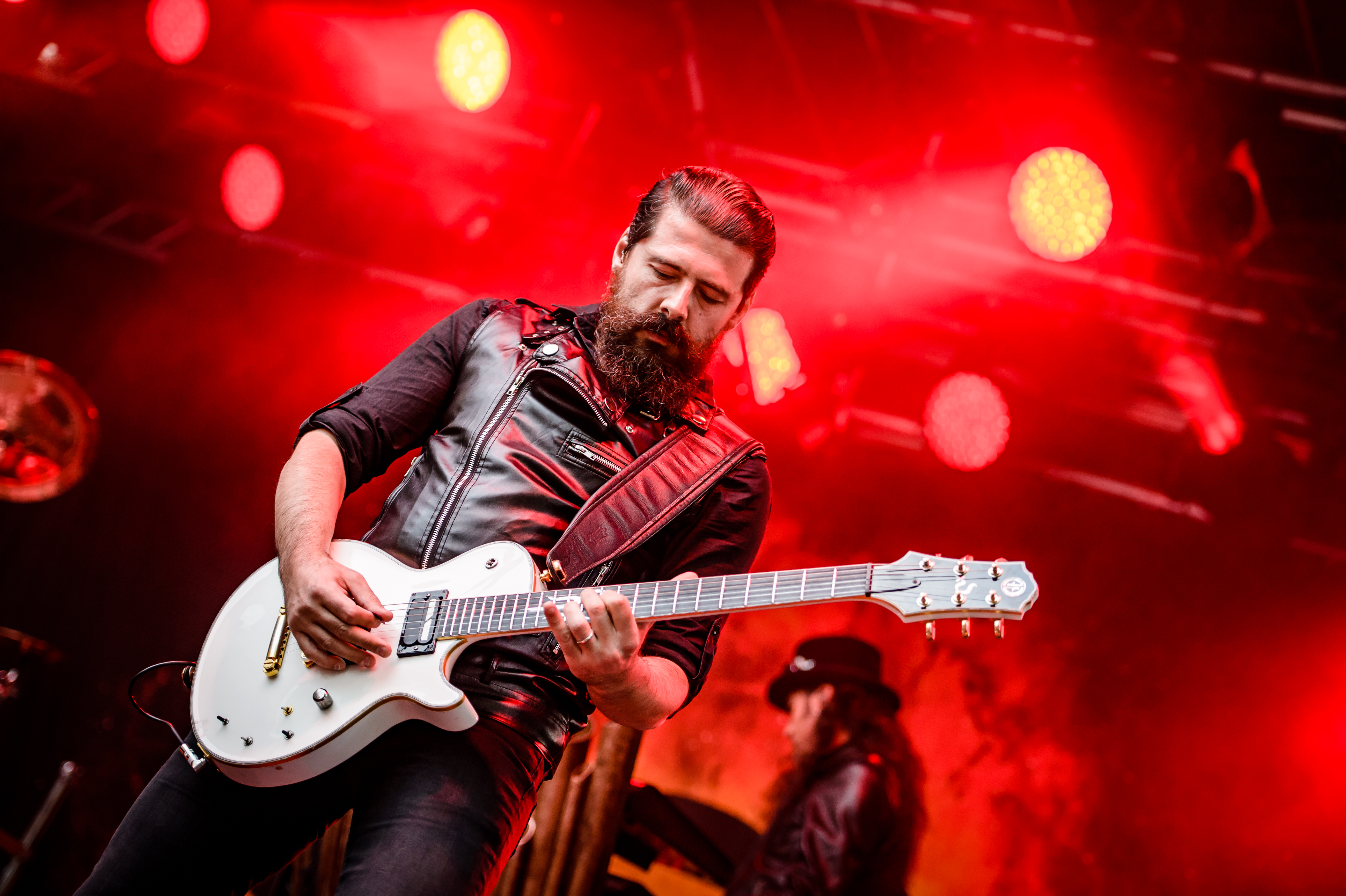
リカルド・アモリン(G) 2017年
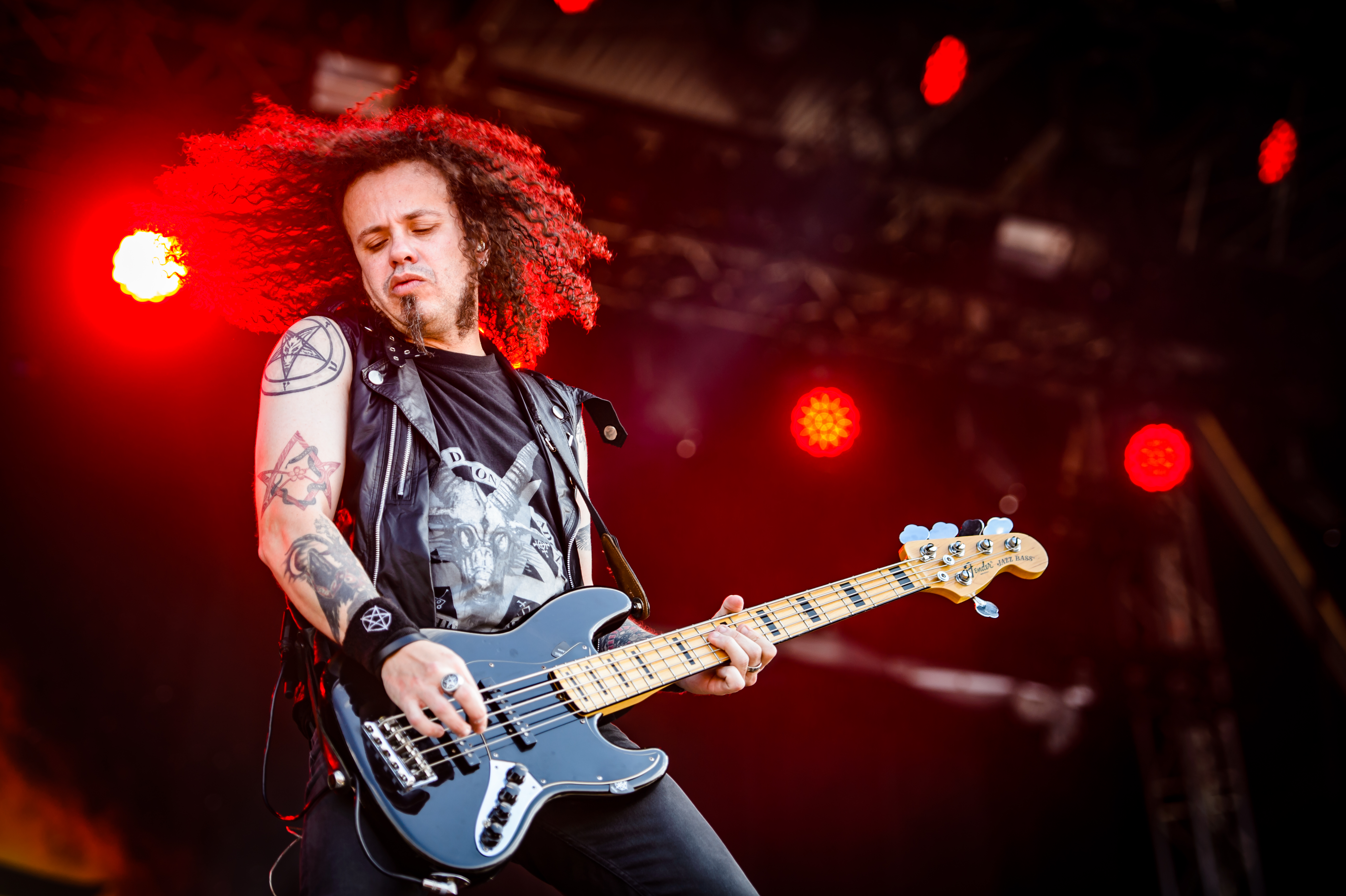
アイレス・パレイラ(B) 2017年
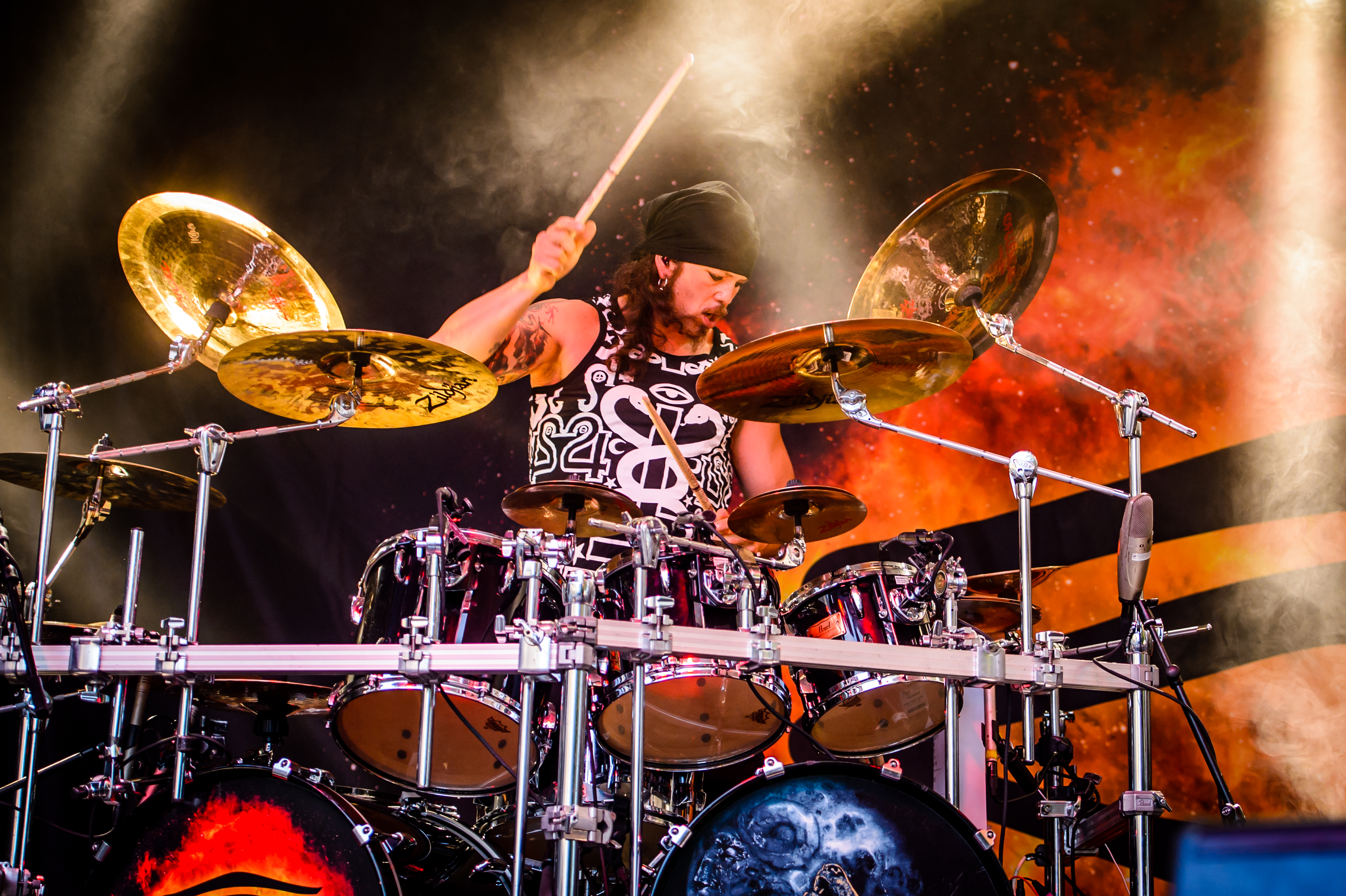
ミゲル・ガスパー(Ds) 2017年
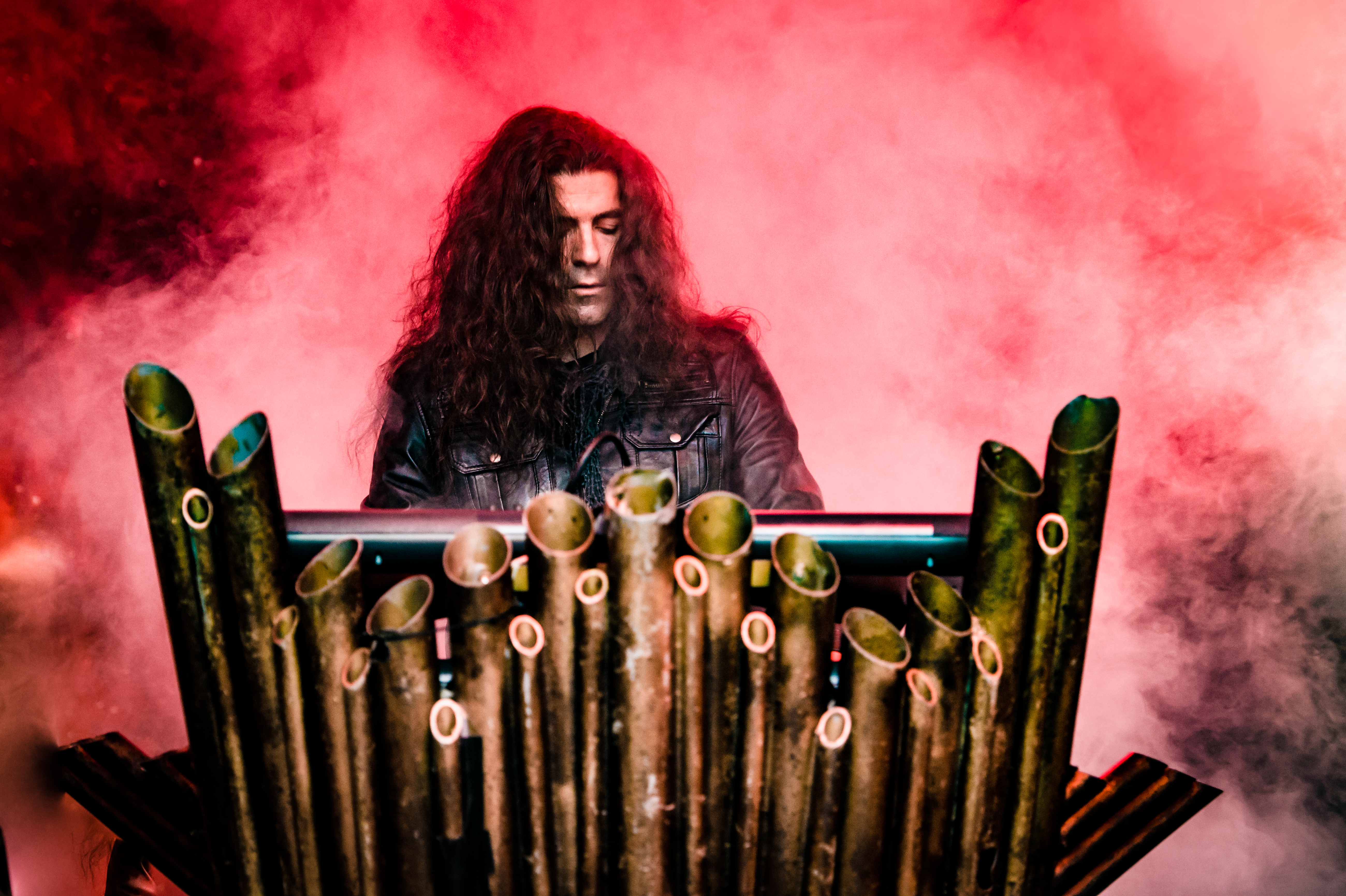
ペドロ・パイシャン(Key) 2017年

### 旧メンバー
- ジョアン・ペドロ (João Pedro (Tetragrammaton/Ares)) – ベース (1992–1997)
- ドゥアルテ・ピコト (Duarte Picoto (Mantus)) – ギター (1992–1995)
- ルイス・ラメラス (Luís Lamelas (Malah/Fenrir)) – ギター (1992–1993)
- ジョルジ・フォンセカ (Jorge Fonseca (J.M. Tanngrisnir)) – ギター (1993–1995)
- セルジオ・クレスターナ (Sérgio Crestana) – ベース  (1997–2003)

## ディスコグラフィ

### アルバム
- Wolfheart (1995)
- Irreligious (1996)
- Sin/Pecado (1998)
- The Butterfly Effect (1999)
- Darkness and Hope (2001)
- The Antidote (2003)
- Memorial (2006)
- Night Eternal (2008)
- Alpha Noir / Omega White (2012)
- Extinct (2015)
- 1755 (2017)[2]
- Hermitage (2021)

### コンピレーション
- The Great Silver Eye (2007)
- Under Satanæ (2007)

### EP
- Under the Moonspell (1994)
- 2econd Skin (1997)

### DVD
- Lusitanian Metal (2008)

### デモ
- Serpent Angel (1992)
- Anno Satanae (1994)

## 外部サイト
- 公式サイト（英語）